# Uncella
Uncella (en euskera y oficialmente Untzilla) es una anteiglesia del municipio de Aramayona, en la provincia de Álava.

## Historia
Hacia mediados del siglo XIX, el lugar, ya por entonces perteneciente a Aramayona, tenía contabilizada una población de 145 habitantes. Aparece descrito en el decimoquinto volumen del Diccionario geográfico-estadístico-histórico de España y sus posesiones de Ultramar de Pascual Madoz con las siguientes palabras:

UNCELLA: anteigl. del ayunt. de Aramayona, en la prov. de Alava, part. jud. de Vitoria (5 leg.), c. g. de las Provincias Vascongadas, aud. terr. de Búrgos y dióc. de Calahorra (22). sit. en pais montuoso; clima frio; reinan los vientos NS. y SE., y se padecen afecciones catarrales. Tiene 23 casas esparcidas en cas.: igl. parr. (San Pedro apóstol) servida por 2 beneficiados de presentacion del sobreviviente; cementerio, y para el surtido del vecindario una fuente de aguas potables. El térm. se estiende 1 leg. de N. á S. é igual dist. de E. á O., y confina: N. alto de Murugain; E. Guellano; S. cord. de Asension, y O. Barajuen, comprendiendo dentro de su circunferencia un monte poblado de castaños, robles, hayas y tocornos, algunas deh. de pasto, y prados con buenas yerbas. El terreno es quebrado y poco productivo; le atraviesa el riach. Aperregui, que desciende de la montaña de Asensio. caminos: los locales. El correo se recibe de Ibarra. prod.: trigo y maiz en corta cantidad; cria de ganado vacuno y caballar; caza de perdices y liebres. pobl.: 30 vec., 145 alm. contr.: con su ayunt. (V.).
(Madoz, 1849, p. 216)

En 2022, tenía empadronados 69 habitantes.

## Demografía
| Gráfica de evolución demográfica de Uncella entre 2000 y 2017 |
|                                                               |
| Población de derecho según los censos de población del INE.   |

## Patrimonio

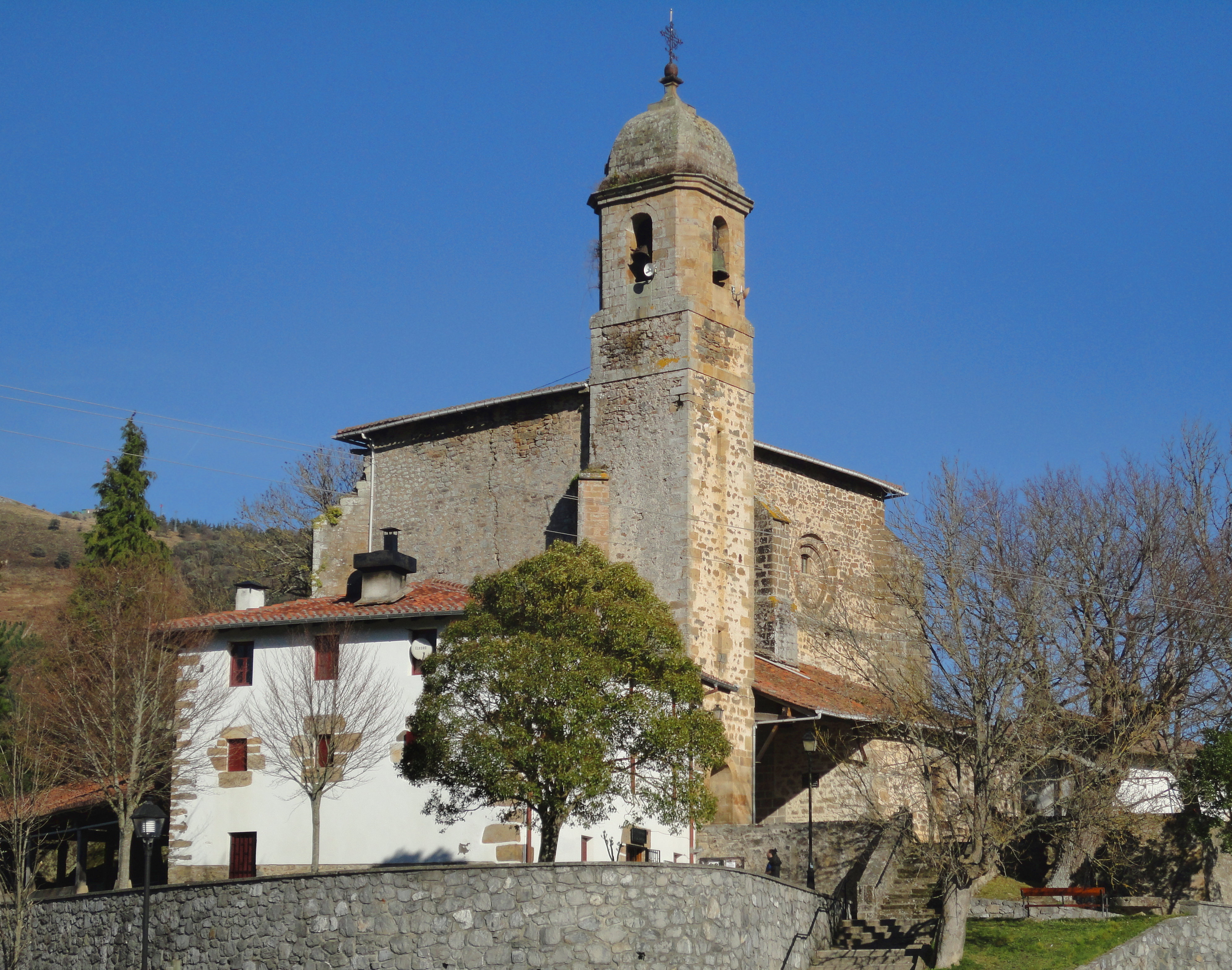
Vista de la iglesia de San Pedro

Hay en el lugar una iglesia de San Pedro.